# Hans Wölpert
Johannes (Hans) Wölpert, né le 30 septembre 1898 à Munich et mort le 1er janvier 1957 dans cette même ville, est un haltérophile allemand.

## Palmarès

### Jeux olympiques
- Médaille de bronze aux Jeux de 1928 à Amsterdam (Pays-Bas)
- Médaille d'argent aux Jeux de 1932 à Los Angeles (États-Unis)[1]

### Championnats d'Europe
- Médaille d'or en -60 kg en 1921 à Offenbach-sur-le-Main (Allemagne)
- Médaille d'or en -60 kg en 1933 à Essen (Allemagne)
- Médaille de bronze en -60 kg en 1930 à Munich (Allemagne)